# Arkys
Arkys Walckenaer, 1837 è un genere di ragni appartenente alla famiglia Arkyidae.

## Etimologia
Il nome deriva dal greco ἄρκυς, àrkys, cioè rete da caccia, a causa del modo di disporre la ragnatela.

## Distribuzione
Le 31 specie oggi note di questo genere sono state rinvenute in Oceania e in Indonesia.

## Tassonomia
Genere di controversa attribuzione, assegnato in primis alla famiglia Mimetidae Simon, 1881, fino ad un lavoro dell'aracnologa Davies (1988b) che, contra un lavoro di Heimer (1984a), lo spostò alla famiglia Tetragnathidae Menge, 1866. In seguito, uno studio di Scharff & Coddington del 1997 lo ha assegnato alla famiglia Araneidae Simon, 1895. A seguito di un lavoro dell'aracnologo Dimitrov et al. del 2017, ha composto famiglia a sé, con il nome di Arkyidae insieme al genere Demadiana.
Considerato sinonimo anteriore di Archemorus Simon, 1895 a seguito del succitato lavoro di Heimer e anche di Aerea Urquhart, 1891 e di Neoarchemorus Mascord, 1968 a seguito di uno studio degli aracnologi Framenau, Scharff & Harvey del 2010.
La denominazione Arcys reperita in alcuni studi è da intendersi un refuso.
Dal 2017 non sono stati esaminati esemplari di questo genere.
A giugno 2017, si compone di 31 specie:
1. Arkys alatus Keyserling, 1890 - Queensland, Nuovo Galles del Sud
2. Arkys alticephala (Urquhart, 1891) - Australia meridionale
3. Arkys brevipalpus Karsch, 1878 - Nuova Caledonia
4. Arkys bulburinensis Heimer, 1984 - Queensland, Nuovo Galles del Sud
5. Arkys cicatricosus (Rainbow, 1920) - isola di Lord Howe
6. Arkys cornutus L. Koch, 1872 - Nuova Guinea, Queensland
7. Arkys coronatus (Balogh, 1978) - Nuova Guinea
8. Arkys curtulus (Simon, 1903) - Australia orientale
9. Arkys dilatatus (Balogh, 1978) - Queensland
10. Arkys furcatus (Balogh, 1978) - Queensland
11. Arkys gracilis Heimer, 1984 - Queensland
12. Arkys grandis (Balogh, 1978) - Nuova Caledonia
13. Arkys hickmani Heimer, 1984 - Tasmania
14. Arkys kaszabi (Balogh, 1978) - Nuova Guinea
15. Arkys lancearius Walckenaer, 1837[2] - dalla Nuova Guinea al Nuovo Galles del Sud
16. Arkys latissimus (Balogh, 1982) - Queensland
17. Arkys montanus (Balogh, 1978) - Nuova Guinea
18. Arkys multituberculatus (Balogh, 1982) - Queensland
19. Arkys nimdol Chrysanthus, 1971 - Nuova Guinea
20. Arkys occidentalis (Reimoser, 1936) - isola Buru (arcipelago delle Molucche)
21. Arkys roosdorpi (Chrysanthus, 1971) - Nuova Guinea
22. Arkys semicirculatus (Balogh, 1982) - Queensland
23. Arkys sibil (Chrysanthus, 1971) - Nuova Guinea
24. Arkys soosi (Balogh, 1982) - Nuova Guinea
25. Arkys speechleyi Mascord, 1968 - Nuovo Galles del Sud
26. Arkys toxopeusi (Reimoser, 1936) - isola Buru (arcipelago delle Molucche)
27. Arkys transversus (Balogh, 1978) - Nuovo Galles del Sud
28. Arkys tuberculatus (Balogh, 1978) - Queensland
29. Arkys varians (Balogh, 1978) - Nuova Caledonia
30. Arkys vicarius (Balogh, 1978) - Nuova Caledonia
31. Arkys walckenaeri Simon, 1879 - Australia, Tasmania

### Sinonimi
- Arkys clavatus Keyserling, 1884; posta in sinonimia con Arkys walckenaeri Simon, 1879 a seguito di un lavoro di Heimer (1984a).
- Arkys magnifica (Urquhart, 1893); posta in sinonimia con Arkys alticephala (Urquhart, 1891) a seguito di un lavoro degli aracnologi Framenau, Scharff & Harvey del 2010.
- Arkys nitidiceps Simon, 1908; posta in sinonimia con Arkys walckenaeri Simon, 1879 a seguito di un lavoro degli aracnologi Framenau, Scharff & Harvey del 2010.
- Arkys perlatus Simon, 1889; posta in sinonimia con Arkys brevipalpus Karsch, 1878 a seguito di un lavoro di Heimer (1984a).
- Arkys simsoni (Simon, 1893); posta in sinonimia con Arkys alticephala (Urquhart, 1891) a seguito di un lavoro degli aracnologi Framenau, Scharff & Harvey del 2010.